# Annullamento di una norma
L'annullamento di una norma è la rimozione della norma stessa dall'ordinamento giuridico, in quanto invalida perché contrastante con altra norma posta da una fonte che si colloca ad un livello superiore. L'annullamento è disposto da un organo, di solito giurisdizionale, al quale l'ordinamento giuridico ha attribuito il relativo potere ed ha efficacia erga omnes, nel senso che la norma annullata non può più essere applicata da chiunque, a differenza della disapplicazione la cui efficacia è invece limitata al processo
L'esempio più tipico di annullamento è quello delle norme di legge (o atti aventi forza di legge) affette da illegittimità costituzionale (o incostituzionalità), disposto dalla corte costituzionale negli ordinamenti che adottano il controllo di legittimità costituzionale accentrato. Questo è il caso dell'ordinamento italiano, nel quale le norme di legge, statali e regionali, e di atti aventi forza di legge (decreti legislativi e decreti-legge) possono essere annullate dalla Corte costituzionale.
L'annullamento può essere previsto anche per le norme di regolamento che risultano illegittime in quanto in contrasto con quelle di una legge o atto avente forza di legge (o, a maggior ragione, della costituzione). Certi ordinamenti dotati di giurisdizione amministrativa, come quello francese e quello italiano, riconoscono ai relativi giudici il potere di annullare le norme regolamentari illegittime, non diversamente da quanto avviene per gli altri atti amministrativi; altri ordinamenti (ad esempio, quello tedesco), invece, riconoscono al giudice amministrativo il solo potere di disapplicare le norme regolamentari illegittime. Nell'ordinamento italiano i giudici amministrativi (Consiglio di Stato e tribunali amministrativi regionali) hanno il potere di annullare le norme regolamentari; l'annullamento, tuttavia, può  essere domandato solo da chi sia stato leso da un atto amministrativo applicativo della norma regolamentare, non essendo di regola possibile impugnare direttamente la norma stessa prima della sua concreta applicazione.
Con l'annullamento vengono rimosse dall'ordinamento giuridico la disposizione e conseguentemente la norma o le norme, intese in senso stretto, da essa ricavabili attraverso l'interpretazione. Può però succedere che la disposizione risulti in contrasto con la norma superiore solo se interpretata in un certo modo o, detto in altri termini, che siano in contrasto solo una o alcuna delle norme da essa ricavabili; in questo caso l'annullamento rimuoverà solo tali norme, lasciando intatta la disposizione e, quindi, le altre norme da essa ricavabili (è quel che accade con le cosiddette sentenze interpretative della Corte costituzionale italiana).